# Franz Anton Wolfgang Schütz von Holzhausen
Franz Anton Wolfgang Schütz von Holzhausen (* im 17. Jahrhundert; † 1739) war kurmainzischer Kammerherr, Amtmann in Heppenheim und Burgherr in der Starkenburg.

## Leben
Franz Anton Schütz von Holzhausen entstammte dem nassauischen Adelsgeschlecht Schütz von Holzhausen und war ein Sohn des würzburgischen Obristen Kaspar Friedrich Schütz von Holzhausen († 1706) und der Anna Ursula Freiin von Hagen.
Als Amtmann auf der Starkenburg war er dort Burgherr und übte damit die Herrschaftsgewalt im Oberamt Starkenburg aus.

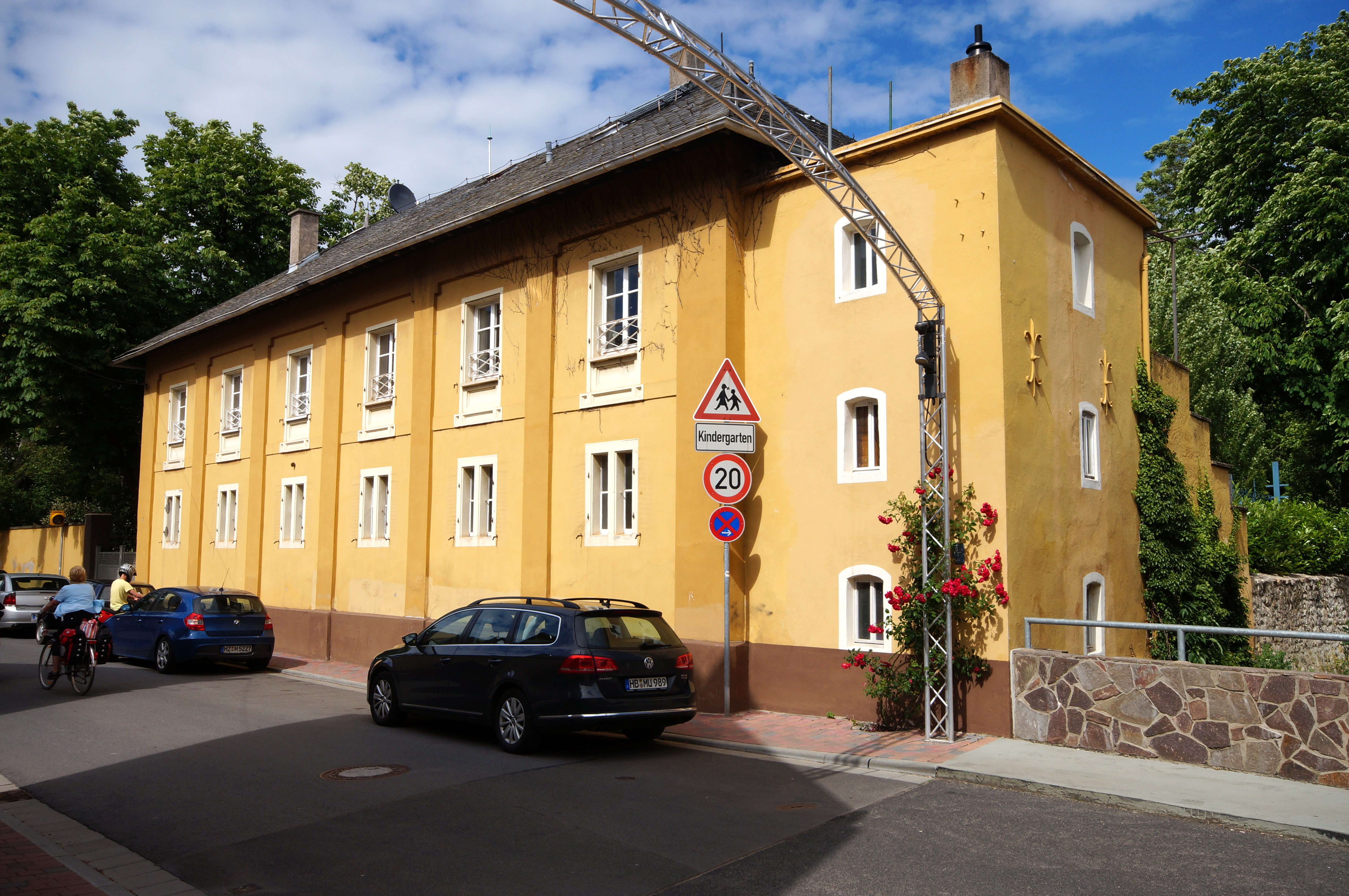
Mathildenhof in Nierstein heute, 1709 im Besitz von Franz Anton Wolfgang Schütz von Holzhausen

Am 26. November 1716 heiratete er Maria Anna Barbara von Guttenberg zu Guttenberg, Tochter des Freiherrn Carl Christoph von Guttenberg zu Guttenberg und der Maria Anna Antonetta Waldbott von Bassenheim. Aus der Ehe stammten die Maria Anna (* 1717, Stiftdame), Maria Elisabetha (1719–1756, ∞ Geheimrat Conrad Christoph Nordeck zu Rabenau), Marianus Franz Otto (1720, Domherr zu Speyer), Maria Ernestina (1723–1740, Benediktinernonne in Trier), Joseph Maria Anton (1728, Domherr in Mainz) und Benedikt (1729–1794, Oberamtmann in Camberg). Zwei Töchter und ein Sohn verstarben im frühen Kindesalter.